# Marc Hauchemaille
Marc Henri Hauchemaille est né le 23 novembre 1907 à Paris 5e, est un pilote des Forces aériennes françaises libres disparu en mer du Nord au retour d'opérations le 27 avril 1942, au large de la Belgique.

## Biographie
Marc est breveté pilote militaire en 1928. Il est alors inspecteur des raffineries de pétrole de la Gironde au moment de l'entrée en guerre de la France. Il est mobilisé comme moniteur à l'École élémentaire de pilotage du Mans (n° 23).
Devant l'avancée éclair des forces allemandes au nord de la France, l'école se replie en Bretagne (Morlaix Ploujean). Survient le discours radiophonique prononcé le 17 juin 1940 par le maréchal Pétain demandant l’arrêt des hostilités. Marc et ses compagnons (une cinquantaine d’élèves-pilotes) refusent la défaite de l’armée française, décident de quitter la France pour rejoindre la Grande-Bretagne et continuer le combat. À Douarnenez, ils embarquent le jour même, sur le bateau de pêche Le Trébouliste à destination de l’Angleterre. Arrivés au terme d'un voyage épique, ils s'engagent dans les Forces aériennes françaises libres : ce sont les premiers volontaires.
Lui et ses compagnons vont suivre la formation de pilotes de chasse dans les écoles de la RAF. Marc sera affecté en unité de chasse opérationnelle en août 1940. Ce sera le 79th squadron installé au Pays de Galles.

## Dernière mission
La dernière mission a lieu le 27 avril 1942, il part en escorte de bombardiers de la RAF. Il décolle à 13 h 30 de RAF Tangmere, aux commandes de son appareil attitré, le Spitfire BL786 GW-M (portant le diminutif « Nadette » du nom de sa femme Bernadette).
Le Squadron 340 est engagé dans un combat tournoyant contre des Fw190. Il est victime de tirs. Il est aperçu pour la dernière fois, affaissé dans son cockpit, ne répondant plus à la radio. Il percutera la mer à 80 km à l'ouest d'Ostende. Il est porté disparu, il avait 34 ans, son corps ne sera jamais retrouvé.

## Distinctions
- Chevalier de la Légion d'honneur[1]
- Croix de guerre 1939–1945, palme de bronze[1]
- Médaille de la Résistance française[1]